# 宗教シオニスト党
宗教シオニスト党 （しゅうきょうシオニストとう、ヘブライ語: הציונות הדתית、英語: Religious Zionist Party）はイスラエルの右翼から極右に位置する宗教シオニズムの政党。
2011年まではトゥクマ（ヘブライ語: תקומה) の党名でも知られており、未だに公式にも国家連合-トゥクマ (ヘブライ語: האיחוד הלאומי-תקומה）として知られている。
2023年8月にナショナルユニオン(宗教シオニズム)は、クネセトに議席を持たない政党ユダヤの家を吸収し、同党首・同議席数のまま国教シオニスト党となった。

## 背景
トゥクマはハナン・ポラトとツヴィ・ヘンデルによって1998年に結党された。この2人は1998年にイスラエルとパレスチナ自治政府との間で交わされたウィエ川覚書を受けて国家宗教党を離党していた。トゥクマは結党された直後にモレデトおよびへルート-国民運動との連携に参加して、右翼政党の連合である国家統一党を形成し、1999年のイスラエル議会総選挙で4議席を獲得したが、うち1議席のみがトゥクマに割り当てられた。この選挙で右派ブロックは敗北し、労働党のエフード・バラックが政権を作り、国家統一党とトゥクマは野党になった。
2000年2月には、イスラエル我が家が国家統一党に参加し、トゥクマとともにこの２つの党が、アリエル・シャロンの2001年の最初の内閣に参画した。一年後に、トゥクマおよび国家統一党の残りのメンバーが第二次インティファーダへの対処をめぐって合意に至らずにアリエル・シャロンの内閣を去った。2003年のイスラエル議会総選挙のために国家統一党はイスラエル我が家との連携を維持し、その結果、支持が増大して7議席を獲得し、2議席がトゥクマに割り当てられた。トゥクマはリクード、シヌイ、国家宗教党、イスラエル我が家とともにアリエル・シャロンの連立政権に加わった。
アリエル・シャロン首相はイスラエルのガザ地区からの一方的な撤退を計画し、これをめぐる緊張の高まり(トゥクマはイデオロギー上の理由で反対、ツヴィ・ヘンデルはガザ地区の南部にある入植地ガネイ・タルに居住していた。)を受けて、国家統一党の閣僚だったベニアミン・エロンとアヴィグドール・リーベルマンを2004年6月に解任した。党はアリエル・シャロンとの連立を解消した。(当時の)国家宗教党が連立に留まると決めた際に国家宗教党から離党してできた政党アヒが政党連合国家統一党に合流したことで政党連合国家統一党は強化された。
第17回イスラエル議会総選挙の前に、国家統一党とイスラエル我が家の連立が解消された。そして国家統一党と国家宗教党との新しい連立が形成された。そしてこの連立全体で9議席を獲得し、2議席がトゥクマに割り振られた。クネセト議員になったのはツヴィ・ヘンデルとウリ・アリエルであった。
2008年11月3日に、第18回イスラエル議会総選挙を控えて、トゥクマは危機に直面していた。党は新しい右翼政党を形成するためにアヒ、国家宗教党、 モレデトと合併する予定であると発表しており、新しい党名は後にユダヤ人の家と名付けられた。しかし、約半数のトゥクマ党員がこの新しい政党を離脱し、トゥクマを再建し、モレデト、ハティクヴァ、エレツ・イスラエル・シェラヌとともに国家統一党に参加した。この選挙においては国家統一党全体では4議席を獲得し、そのうちトゥクマは2議席を獲得した。
2013年の第19回イスラエル議会総選挙を控えて政党連合国家統一党は分裂し、トゥクマ以外の全メンバーが強いイスラエルの結党に参加した。トゥクマは政党連合国家統一党の中の唯一の政党として残された。トゥクマは政党名を国家統一党(ナショナルユニオン)の名称に相応しいように「ナショナルユニオン-トゥクマ」と改めた。この政党はユダヤ人の家の選挙名簿の一部として第19回イスラエル議会総選挙戦を行うことを決定した。この選挙名簿ユダヤ人の家は12議席を獲得し、そのうちの4議席がトゥクマのメンバーであるウリ・アリエル、エリ・ベン-ダハン、ズブルン・カルファ、オリト・ストロークに割り当てられた。
党は2015年の第20回イスラエル議会総選挙でもユダヤ人の家と連立する事を決めて、合同名簿の第2列、8列、13列、17列を獲得した。ユダヤ人の家はその選挙で8議席分の票を得たので、そのうちナショナルユニオン-トゥクマは2人になった。
ナフタリ・ベネットはそれまで「ユダヤ人の家」に所属して党首を務めていたが、次の選挙に向けて2018年12月に離党して新しい政党「新右翼(ニューライト)」を作ってその党首になった。ベネットは「世俗派と宗教派(正統派)勢力の対等なパートナーシップを目指す」と言った。2019年1月に、政党連合ユダヤの家の中の政党連合国民連合の選挙でベザレル・スモトリッチがウリ・アリエルに対して83対40で勝利をおさめ、政党連合国民連合の党首になった。
予定されている次のクネセト選挙のため、党はユダヤ人の家およびユダヤの力(強いイスラエル)とともに、右翼政党連合を結党し、2019年4月の第21回イスラエル議会総選挙でこの政党連合は5議席分の票を得た。この政党連合の比例名簿の上位5人のうちナショナルユニオン-トゥクマは2人だった。
予定されている次の選挙のため、トゥクマとユダヤ人の家は新右翼と連立して、ヤミナという政党を形成することで合意した。トゥクマの指導者であるベザレル・スモトリッチは、合同名簿の第３列を与えられた。2019年9月の第22回イスラエル議会総選挙で、政党連合ヤミナは7議席分の票を得た。そのうちナショナルユニオン-トゥクマは2人だった。
ヤミナは選挙前に決められていた通り、2019年10月10日に正式にクネセトで２つに分裂した。新右翼とユダヤ人の家-国民連合(ナショナルユニオン・ナショナルユニオントゥクマ)の連合の２つである。2020年の第23回イスラエル議会総選挙に備えて、12月20日にユダヤの力とユダヤ人の家は連立して選挙戦を行う事で合意した。そして後に「ユダヤ人の家連合」と名乗った。ベザレル・スモトリッチはこの動きに批判的であり、この連立が議席獲得の閾値を超えることはなさそうだと述べた。この合意はなくなり、トゥクマ、ユダヤ人の家、新右翼は、2020年1月15日にヤミナを再建した。2020年4月22日には、ヤミナの指導者であるナフタリ・ベネットが、野党の青と白の党首ベニー・ガンツと連立して野党側に移ることに合意したばかりだったが、ネタニヤフの政権を離れることも含めてヤミナの今後の政治方針について「あらゆる手段を検討している」ことが報道された。ベネットは、新しい連立政権が司法改革の問題に取り組むことに躊躇するような決定をしたことに不満を持っている、と述べた。
2020年3月14日に、ユダヤ人の家の唯一のクネセト議員であるラフィ・ペレツも、ヤミナのメンバーとしての地位を終わりにして、ネタニヤフの新政権に参加することに合意した。5月15日に、トゥクマは新右翼とともにネタニヤフと離れ、ヤミナを野党側の連立のメンバーにすることになった。2020年5月17日に、ベネットは、彼の後を継いで国防相を務めていたガンツと面会して、ヤミナは「堂々と」野党側のメンバーになると宣言した。トゥクマは1月7日に政党名を「ナショナルユニオンTkuma」から「宗教シオニスト党」に変更し、2021年1月20日にヤミナのメンバーから外れた。
2021年2月に、宗教シオニスト党はノアムおよびユダヤの力と、第24回イスラエル議会総選挙で合同名簿を作成して選挙戦を行うことで合意した。この政党連合(選挙同盟)は「宗教シオニスト党」の名称で選挙を戦い、6議席を獲得し、この比例名簿の上位6人のうち実際の「宗教シオニスト党」のメンバーは4人だった。6月14日に、第36代内閣の宣誓をした後、オフィル・ソフェルはリクードから離党し、政党連合としての宗教シオニスト党に合流したため、政党連合としての宗教シオニスト党の議席が7議席に増えた。ネタニヤフとスモトリッチとベングヴィルの取引で、オフィル・ソフェルをリクードの名簿から立候補させ、ペナルティを受けずに離脱し合流できるように、形式的に存続していた政党アティド・エハドを利用して政党リクードと政党アティド・エハドの選挙同盟の比例名簿として選挙戦を行っていた。
2022年11月1日の第25回イスラエル議会総選挙では、宗教シオニスト党はノアムとオツマ・イェフディットとの政党連合を組んだ。この政党連合は、得票数が前回の2倍以上になり14議席を獲得し、クネセトで3番目に多い政党連合になった。この政党連合の比例名簿の上位14人のうち宗教シオニスト党は7人、オツマ・イェフディットは6人、ノアムは1人だった。11月20日に宗教シオニスト党、ノアム、オツマ・イェフディットの連合は解消された。12月29日に成立した第6次ネタニヤフ内閣（第37代内閣）で、この3党は連立政権の一部になった。

## イデオロギー
宗教シオニスト党はいかなる領土に関する譲歩にも、ゴラン高原やヨルダン川西岸地区などへのシリア人やパレスチナ人からの領有の主張にも反対する。一部のメンバーはヨルダン川西岸地区全体の併合を支持しているが、同党が2013年から2019年まで提携していたユダヤ人の家の議員は、公式にはヨルダン川西岸地区の63%を構成するC地区の併合までしか支持していない。同党は宗教的な見地からイスラエルにおける同性婚に反対している。同党は聖書の学習と宗教教育の予算の増加を提唱している。

## 指導者
|   | 写真 | 氏名                    | 就任 | 退任 |
| 1 |      | ハナン・ポラト          | 1998 | 1999 |
| 2 |      | ズヴィ・ヘンデル        | 1999 | 2009 |
| 3 |      | ヤアコフ・カッツ        | 2009 | 2012 |
| 4 |      | アリエル・ウリ-イェフダ | 2012 | 2019 |
| 5 |      | ベザレル・スモトリッチ  | 2019 | 現在 |

## 選挙結果
| 選挙      | 指導者                 | 投票数 割合                                  | 議席数 | 増減 | 状態                                |
| --------- | ---------------------- | -------------------------------------------- | ------ | ---- | ----------------------------------- |
| 1999年    | ハナン・ポラト         | 国民統一党 と連立                            | 1/120  | なし | 野党(1999-2001) 連立政権(2001-2003) |
| 2003年    | ズヴィ・ヘンデル       | 国民統一党 と連立                            | 2/120  | 1増  | 連立政権(2003-2004) 野党(2004-2006) |
| 2006年    | ズヴィ・ヘンデル       | 国民統一党 国家宗教党 と連立                 | 2/120  | なし | 野党                                |
| 2009年    | ヤアコフ・カッツ       | 国民統一党 と連立                            | 2/120  | なし | 野党                                |
| 2013年    | ウリ・アリエル         | ユダヤ人の家 と連立                          | 4/120  | 2増  | 連立政権                            |
| 2015年    | ウリ・アリエル         | ユダヤ人の家 と連立                          | 2/120  | 2減  | 連立政権                            |
| 2019年4月 | ベザレル・スモトリッチ | 右翼政党連合 と連立                          | 2/120  | なし | 解散総選挙                          |
| 2019年9月 | ベザレル・スモトリッチ | ヤミナ と連立                                | 2/120  | なし | 解散総選挙                          |
| 2020年    | ベザレル・スモトリッチ | ヤミナ と連立                                | 2/120  | なし | 野党                                |
| 2021年    | ベザレル・スモトリッチ | ノアムとユダヤの力と合わせて225,641票 5.12%  | 4/120  | 2増  | 野党                                |
| 2022年    | ベザレル・スモトリッチ | ノアムとユダヤの力と合わせて516,146票 10.83% | 7/120  | 3増  | 連立政権                            |

## クネセト議員
| 任期      | 議席数 | 氏名 |
| --------- | ------ | --- |
| 2015–2019 | 2      | ウリ・アリエル、ベザレル・スモトリッチ                                                                                           |
| 2019      | 2      | ベザレル・スモトリッチ、オフィル・ソフェル                                                                                       |
| 2019–2020 | 2      | ベザレル・スモトリッチ、オフィル・ソフェル                                                                                       |
| 2020–2021 | 2      | ベザレル・スモトリッチ、オフィル・ソフェル                                                                                       |
| 2021–     | 5      | ベザレル・スモトリッチ、ミカル・ワルディガー、シムハ・ロスマン、オリト・ストルーク、オフィル・ソフェル                           |
| 2022–     | 7      | オフィル・ソフェル、オリト・ストルーク、シムハ・ロスマン、ミカル・ワルディガー、オハド・タル、モシェ・ソロモン、ズヴィ・スコート |